# Thrixspermum scortechinii
Thrixspermum scortechinii là một loài thực vật có hoa trong họ Lan. Loài này được (Hook.f.) Kuntze miêu tả khoa học đầu tiên năm 1891.